# Tiberiu al II-lea
Tiberius II Apsimaros (n. secolul al VII-lea d.Hr. – d. 15 februarie 706 d.Hr., Constantinopol, Imperiul Roman de Răsărit), cunoscut și sub numele de Tiberius III a fost împărat bizantin între 698 și 705.
Apsimaros era un ofițer de neam germanic din armata bizantină. După ce bizantinii s-au retras din Cartagina (697), Apismaros s-a revoltat, pornind spre Constantinopol. Gărzile au deschis porțile orașului și l-au proclamat împărat sub numele de Tiberius II. Împăratului Leonitos II i s-a tăiat nasul și a fost închis într-o mănăstire.
Ca împărat, Tiberius a ignorat Africa, obținânâd mici victorii în Siria (701). În 704, Iustinian II a evadat din Cherson și s-a aliat cu Tervel, țarul bulgarilor, pentru a recăpăta tronul. Neîntâmpinând o mare opoziție, Iustinian a intrat în Constantinopol, redevenind împărat. Tiberiu, împreună cu Leonitos au fost executați.